# TEE Parsifal
Il treno TEE Parsifal, intitolato al leggendario cavaliere della tavola rotonda reso celebre dall'omonima opera di Richard Wagner, fu istituito nel 1957 per collegare Parigi con Dortmund.
Prolungato ad Amburgo nel 1960, subì alterne varianti di tracciato tra Essen e Münster di lì al 1971 e uscì dal raggruppamento Trans Europ Express nel 1979, sostituito da un treno di prima e seconda classe limitato all'itinerario Parigi-Colonia che ne mantenne il nome.
Nel 1983 il Parsifal Parigi-Colonia fu classificato InterCity, nel 1987 divenne EuroCity e nel dicembre 1997, con l'entrata in servizio del Thalys tra le due città, fu soppresso definitivamente.

## Storia
Il TEE Parsifal fu istituito tra Parigi e Dortmund il 3 ottobre 1957, quattro giorni dopo l'attivazione dell'orario invernale, con percorso mattutino in partenza da Parigi e serale al ritorno da Dortmund simmetrico al TEE Paris-Ruhr, già operativo dal precedente 2 giugno.
La sosta nelle importanti città vestfaliane di Düsseldorf, Duisburg e Bochum fu introdotta soltanto con l'orario estivo del 1º giugno 1958, rendendo il servizio totalmente complementare a quello del TEE Paris-Ruhr; tuttavia questa situazione durò soltanto un anno, perché a partire dall'orario estivo del 31 maggio 1959 il TEE Parsifal fu limitato a Düsseldorf.
Con l'orario estivo del 29 maggio 1960 il TEE Parsifal fu prolungato ad Amburgo, abbandonando però a Essen il precedente itinerario per Bochum e Dortmund a favore della linea diretta per Münster via Gelsenkirchen e Recklinghausen.
In occasione di questa importante allungamento di percorso il materiale automotore Diesel della SNCF del TEE Parsifal venne scambiato quello DB del TEE Paris-Ruhr, realizzando così una distribuzione chilometrica più equilibrata dei treni TEE delle amministrazioni ferroviarie francese e tedesca e assegnando allo stesso tempo un materiale rotabile più adeguato alla relazione TEE Parigi-Amburgo che copriva un percorso di ben 945 km.
Con l'orario invernale del 29 settembre 1968 fu resa operativa la decisione presa due anni prima di trasformare il TEE Parsifal in treno a materiale ordinario, ma il mancato completamento dell'elettrificazione della tratta SNCB tra Namur e Liegi, dovuto tra l'altro al ritrovamento di numerosi reperti archeologici durante i lavori di modifica del tracciato, rese necessario ricorrere alla trazione con locomotive Diesel tra queste due stazioni; l'attivazione della trazione elettrica sui 952 km dell'intero percorso del TEE Parsifal, tra le stazioni di Parigi Nord e Amburgo-Altona, avvenne due anni dopo con l'orario invernale del 29 settembre 1970.
L'itinerario del TEE Parsifal fu nuovamente cambiato con l'orario estivo del 23 maggio 1971, facendogli percorrere, solo nel senso pari Amburgo-Parigi, il tracciato da Münster a Essen via Hamm e Dortmund, mantenendo nel senso dispari Parigi-Amburgo il percorso da Essen a Münster via Gelsenkirchen e Recklinghausen.
L'anomalia dei diversi itinerari nei due sensi di marcia con Dortmund raggiunta solo in una direzione, unica nella storia dei Trans Europ Express, rimase in vigore soltanto durante l'orario estivo 1971 e fu eliminata il 26 settembre dello stesso anno cambiando nuovamente l'itinerario tra Essen e Münster percorrendo da Dortmund la linea diretta via Lünen.
Constatato il progressivo calo di frequentazione nella seconda metà degli anni settanta, in occasione della Conferenza Europea degli Orari del settembre 1978 fu deciso di trasformare il TEE Parsifal in treno di prima e seconda classe e di limitarne l'itinerario tra Parigi e Colonia, decisione fu resa operativa con l'uscita dal raggruppamento Trans Europ Express con l'orario estivo del 25 maggio 1979.
Il Parsifal fu poi classificato InterCity il 29 maggio 1983, EuroCity il 31 maggio 1987 e soppresso definitivamente il 14 dicembre 1997, sostituito dal Thalys sulla stessa relazione.

## Percorso e fermate

Varianti di percorso del TEE Parsifal nella regione della Ruhr.

Il 3 ottobre 1957, alla sua istituzione, il TEE Parsifal collegava le stazioni di Parigi Nord, Maubeuge, Charleroi, Namur, Liegi, Verviers, Herbesthal, Aquisgrana, Colonia, Essen e Dortmund con un percorso di 609,4 km.
Il 1º giugno 1958 furono aggiunte le fermate a Düsseldorf, Duisburg, Bochum e soppressa la fermata a Herbesthal.
Il 31 maggio 1959 venne ripristinata la fermata a Herbesthal e il percorso fu limitato a Düsseldorf, scendendo a una percorrenza di 532,2 km.
Il 29 maggio 1960 il percorso fu esteso da Düsseldorf ad Amburgo con fermata nelle stazioni di Essen, Münster, Brema, 
Amburgo Hauptbahnhof, Amburgo Dammtor e Amburgo-Altona, con una percorrenza di 952,4 km ottenuta utilizzando tra Essen e Münster il percorso diretto via Gelsenkirchen e Recklinghausen.
Il 27 maggio 1962 furono soppresse le fermate a Verviers e a Herbesthal.
Il 29 settembre 1963 fu aggiunta la fermata a San Quintino.
Il 22 maggio 1966 fu ripristinata la fermata a Verviers.
Il 1º settembre 1969 fu aggiunta la fermata a Duisburg.
Il 23 maggio 1971, nel solo senso pari Amburgo-Parigi, fu adottato l'itinerario via Hamm e Dortmund fra Münster ed Essen con fermata a Dortmund e fermata aggiuntiva a Osnabrück in entrambe le direzioni, mantenendo nel senso dispari Parigi-Monaco il percorso diretto via Gelsenkirchen e Recklinghausen.
Il 26 settembre 1961 fu adottato in entrambi i sensi l'itinerario via Lünen fra Dortmund e Münster con fermata a Dortmund nelle due direzioni.
Il 26 maggio 1979 Il TEE Parsifal effettuò l'ultima corsa.
La numerazione adottata fu:
- TEE 155-190 dal 3 ottobre 1957,
- TEE 43-44 dal 28 maggio 1967,
- TEE 33-32 dal 23 maggio 1971,

con i treni dispari in partenza da Parigi.

## Materiale rotabile
Tutto il materiale rotabile TEE utilizzato sul Parsifal comprendeva una carrozza ristorante gestita dalla Deutsche Schlafwagen und Speisewagen Gesellschaft (DSG) sui treni della DB e dalla Compagnie Internationale des Wagons-Lits (CIWL) sui treni della SNCF.

### Esercizio con materiale automotore
Il TEE Parsifal fu affidato inizialmente a un convoglio di automotrici RGP (Rame à Grand Parcours) TEE della SNCF.
All'atto dell'istituzione, avvenuta con l'orario invernale dell'ottobre 1957, il viaggio di andata e ritorno tra Parigi e Dortmund veniva effettuato nella stessa giornata da un unico convoglio composto da un'automotrice RGP TEE X 2770 e da una rimorchiata pilota con cucina RGP TEE XRS 7770, entrambe di sola di prima classe.
A partire dall'orario estivo del 31 maggio 1959 fu aggiunta una seconda automotrice RGP TEE X 2770, realizzando così un convoglio simmetrico motrice+rimorchiata+motrice che effettuava in giornata la spola tra Parigi e Düsseldorf, dove dalla stessa data era stato arretrato il capolinea tedesco.
In occasione del prolungamento ad Amburgo, avvenuto con l'orario estivo del 29 maggio 1960, vi fu lo scambio di materiale con il TEE Paris-Ruhr, che comportò l'affidamento del Parsifal a una coppia di treni TEE VT 11.5 della DB, composti da due motrici Diesel inquadranti cinque o sei carrozze di prima classe, con la seguente composizione:
- 1 motrice Diesel VT 11 della serie 5001-5019;
- 2 carrozza a corridoio laterale VM 11 della serie 5101-5123, di cui una facoltativa;
- 1 carrozza ristorante-cucina VM 11 della serie 5401-5409;
- 1 carrozza ristorante-bar VM 11 della serie 5301-5308;
- 1 carrozza a corridoio centrale VM 11 della serie 5201-5208;
- 1 carrozza a corridoio laterale VM 11 della serie 5101-5123;
- 1 motrice Diesel VT 11 della serie 5001-5019.

A partire dall'estate 1965 la suddetta composizione fu portata a otto carrozze intermedie, di cui due facoltative, con l'aggiunta di altre due carrozze VM 11 a corridoio laterale.

### Esercizio con materiale ordinario
Il TEE Parsifal fu trasformato in treno a materiale ordinario con l'orario invernale del 29 settembre 1968 e affidato a due composizioni di carrozze TEE DB di sola prima classe, comprendenti:
- 1 carrozza a corridoio laterale (2 carrozze a partire dal 28 settembre 1969);
- 1 carrozza ristorante;
- 1 carrozza bar;
- 1 carrozza a corridoio centrale;
- 1 carrozza a corridoio laterale;
- 1 carrozza a corridoio centrale (sul percorso tedesco Aquisgrana-Amburgo e viceversa);
- 1 carrozza a corridoio laterale (sul percorso tedesco Aquisgrana-Amburgo e viceversa).

A causa del ritardo dei lavori di elettrificazione della tratta SNCB Namur-Liegi la trazione del TEE Parsifal fu assegnata inizialmente sia a locomotive elettriche che Diesel, suddivise come segue:
- tratta Parigi-Namur affidata alle locomotive elettriche quadritensione CC 40100 della SNCF;
- tratta Namur-Liegi affidata alle locomotive Diesel CC 202, CC 204 o CC 205 della SNCB[8];
- tratta Liegi-Colonia affidata alle locomotive elettriche tritensione BB 150 della SNCB;
- tratta Colonia-Amburgo affidata in genere a una delle locomotive elettriche monotensione del gruppo 112 della DB appositamente ridipinte con la coloritura TEE rosso e crema.

Terminata l'elettrificazione del tratto mancante Namur-Liegi, la trazione del TEE Parsifal fu affidata totalmente alle locomotive elettriche a partire dall'orario invernale del 27 settembre 1970 con la seguente suddivisione:
- tratta Parigi-Liegi affidata alle locomotive elettriche quadritensione CC 40100 della SNCF;
- tratta Liegi-Aquisgrana affidata a una delle cinque locomotive elettriche quadritensione del gruppo 184 della DB;
- tratta Aquisgrana-Amburgo affidata alle locomotive elettriche monotensione dei gruppi 112 o 103 della DB.

Infine, a partire dall'orario estivo del 23 maggio 1971, le locomotive quadritensione CC 40100 della SNCF furono sostituite tra Parigi e Liegi dalle locomotive tritensione BB 150 o quadritensione BB 160 della SNCB.